# Cool Kids (Echosmith)
Cool Kids è un singolo del gruppo musicale statunitense Echosmith, pubblicato il 31 maggio 2013 come primo estratto dal primo album in studio Talking Dreams.

## Tracce
1. Cool Kids – 3:35 (Echosmith, Jeffery David, Jesiah Dzwonek, Danielle Bishpoo)